# Circuitul Yas Marina
Circuitul Yas Marina  (حلبة مرسى ياس) este o pistă de curse pentru Marele Premiu de la Abu Dhabi. Circuitul a fost proiectat de Hermann Tilke, și este amplasat pe Insula Yas, la de 30 minute de capitala Emiratelor Arabe Unite, Abu Dhabi. Yas Marina este a doua pistă de Formula 1 în Orientul Mijlociu, după cea din Bahrain. 

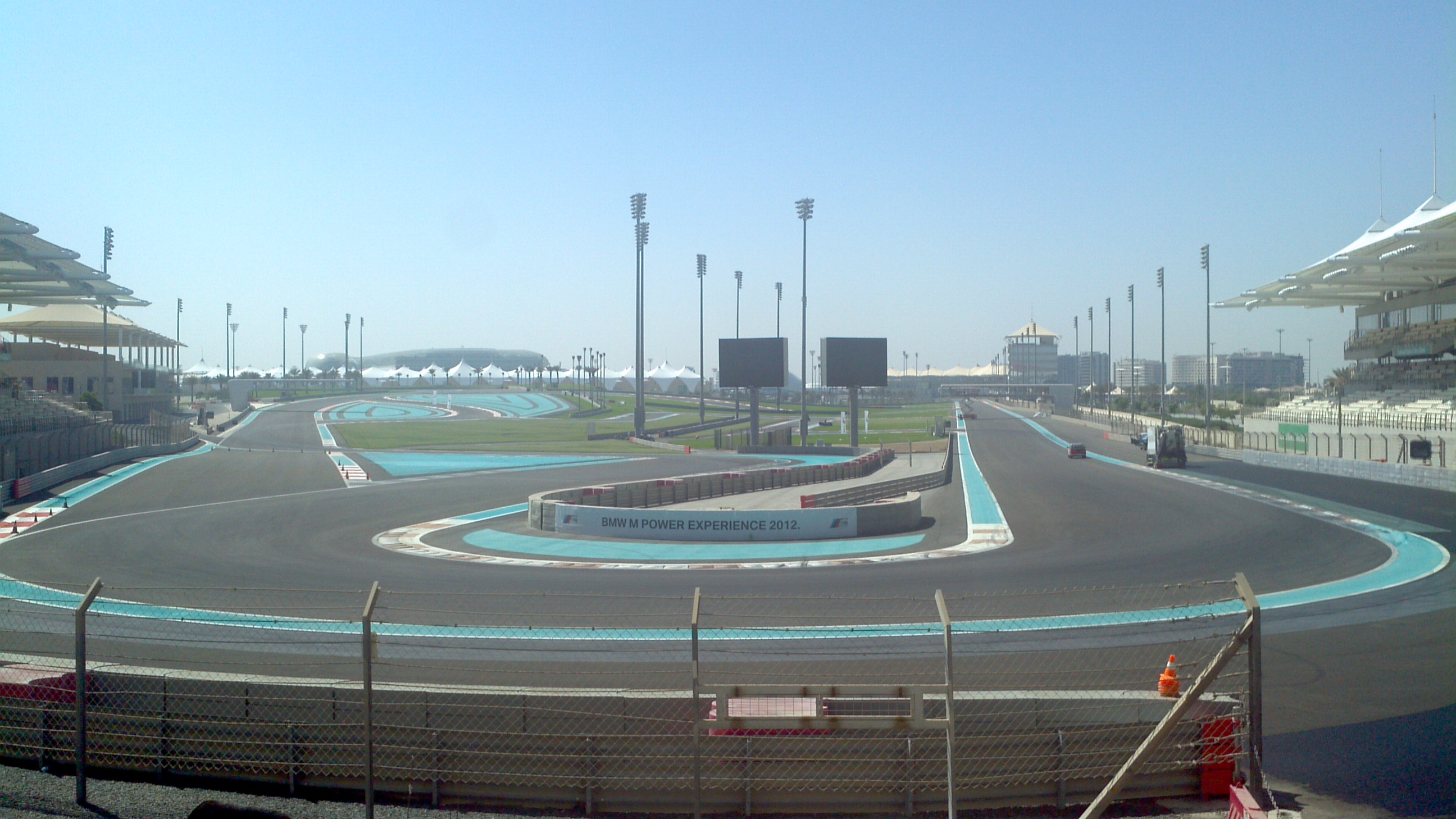
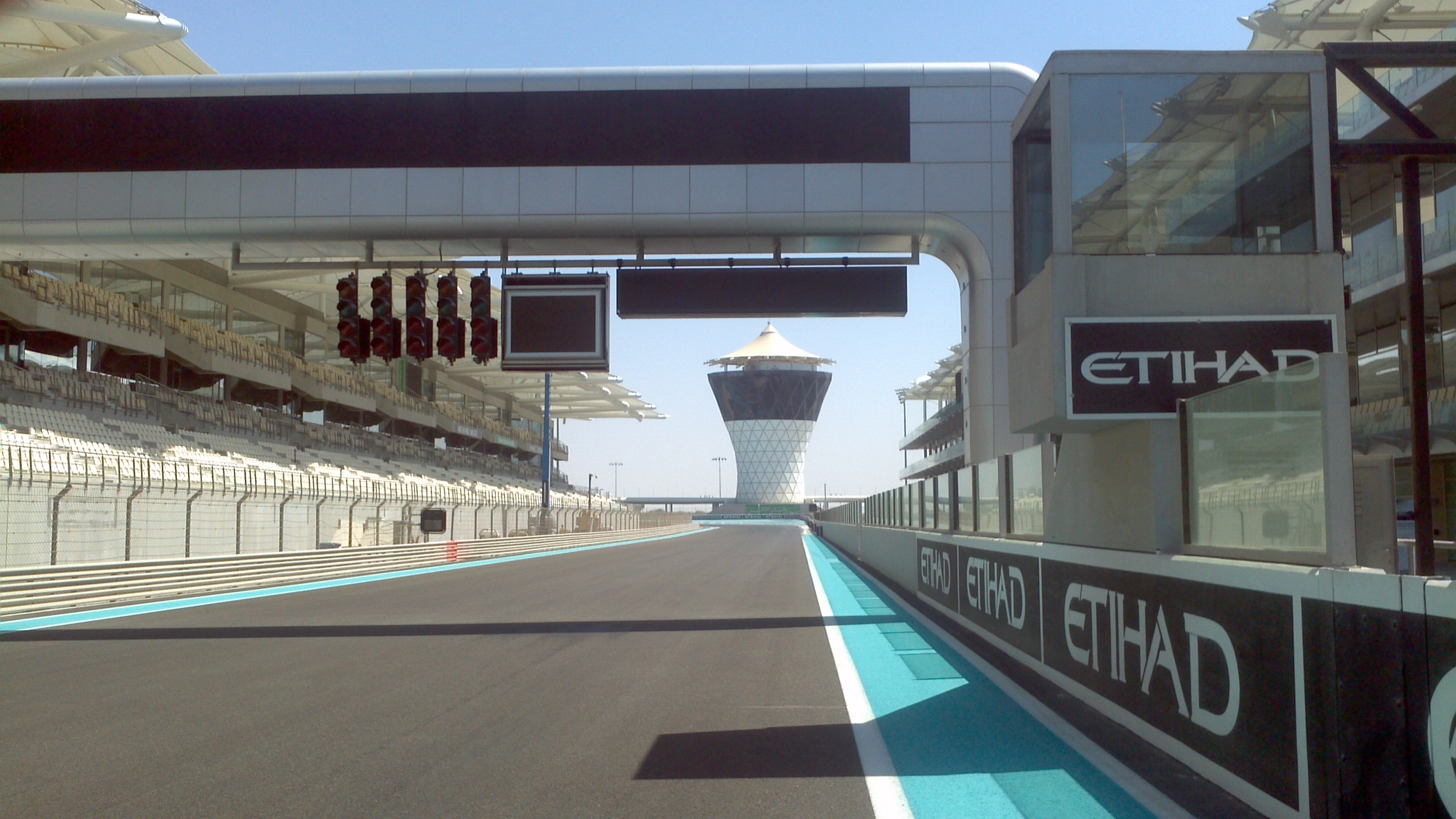